# Ameya Vaidyanathan
Ameya Vaidyanathan (Pune, 29 juli 1996) is een Indiaas autocoureur.

## Carrière
In tegenstelling tot vele andere coureurs begon Vaidyanathan zijn autosportcarrière niet in het karting, maar maakte hij in 2015 direct zijn debuut in het formuleracing. Hierbij reed hij een dubbel programma in het BRDC Formule 4-kampioenschap en de MSA Formula bij respectievelijk de teams Hillspeed en Joe Tandy Racing, waarbij zijn focus op het eerste kampioenschap lag. In de BRDC Formule 4 behaalde hij één podiumplaats op de Rockingham Motor Speedway en twee op Donington Park en eindigde op de twaalfde plaats in het kampioenschap met 217 punten. In de MSA Formula, waarin hij als gevolg van zijn verplichtingen in de BRDC Formule 4 drie van de tien raceweekenden moest missen, werd hij 22e in de eindstand met 15 punten en een tiende plaats op Rockingham als beste klassering. Daarnaast reed hij voor MGR Motorsport in het raceweekend op de Nürburgring in de Formule Renault 2.0 NEC en scoorde hierin tien punten met twee zestiende plaatsen. Aan het eind van het seizoen nam hij voor Hillspeed deel aan het eerste raceweekend op het Snetterton Motor Racing Circuit in het herfstkampioenschap van de BRDC Formule 4 en behaalde hierin een vierde en een vijfde plaats, waarmee hij 40 punten scoorde en achtste werd in het kampioenschap.
In 2016 bleef Vaidyanathan actief in de BRDC Formule 4, dat enkele dagen voor de start van het seizoen werd omgedoopt in het officiële BRDC Britse Formule 3-kampioenschap. Hierin maakte hij de overstap naar het team Carlin. Daarnaast maakte hij voor hetzelfde team ook zijn debuut in de Euroformula Open, waar ook zijn focus lag. In de Britse Formule 3 reed hij in vijf van de acht raceweekenden, waarin hij één podiumplaats behaalde op Rockingham en op de 22e plaats in het kampioenschap eindigde met 95 punten. In de Euroformula Open reed hij wel alle races en behaalde zijn beste resultaat tijdens de seizoensfinale op het Circuit de Barcelona-Catalunya met een zesde plaats, waardoor hij vijftiende werd in het eindklassement met 26 punten. Daarnaast reed hij dat jaar in de Masters of Formula 3 voor Carlin en eindigde de hoofdrace op de vijftiende plaats.
In 2017 begon Vaidyanathan zijn seizoen in de Nieuw-Zeelandse Toyota Racing Series bij het team MTEC Motorsport. Met een vijfde plaats op het Hampton Downs Motorsport Park als beste resultaat werd hij zestiende in het kampioenschap met 358 punten. Daarna keerde hij terug in de Euroformula Open bij Carlin. Op Spa-Francorchamps behaalde hij zijn eerste overwinning in het formuleracing. Daarnaast mocht hij dat jaar debuteren in het Europees Formule 3-kampioenschap bij Carlin, waarin hij in de tweede seizoenshelft de vertrokken Jake Dennis verving.